# Ève Côté
Pour les articles homonymes, voir Côté (homonymie).
Ève Côté est une humoriste québécoise originaire de Gaspé. Elle se fait surtout connaître comme l'une des deux parties du duo Les Grandes Crues avec Marie-Lyne Joncas.
Après avoir gagné Cégeps en spectacle durant ses études, elle remporte, en 2012, un prix au Le Tremplin (festival) de Dégelis, dans la catégorie humour.
En 2012, elle est admise à l'École nationale de l'humour, où elle rencontre Marie-Lyne Joncas, avec qui elle lancera Les Grandes Crues. En 2016, Ève Côté fait la première partie de Lise Dion.
De 2021 à 2023, on peut entendre Ève Côté dans l'émission du matin, sur les ondes de Rouge FM. Elle se joint ensuite à l'équipe de Véronique Cloutier, en collaborant à l'émission Véronique et les fantastiques, toujours sur les ondes de Rouge FM.
À la fin de 2022, l'aventure du duo Les Grandes Crues se termine pour Ève Côté et Marie-Lyne Joncas. En 2023, Ève Côté lance son premier spectacle solo, intitulé Côté Eve et part en tournée partout au Québec.
En mars 2024, elle coanime, avec Cathy Gauthier, le 25e Gala des Olivier.
En janvier 2025, elle anime Épique, une nouvelle émission à Télé-Québec dans laquelle des concurrents s'affrontent pour un grand prix de 60 000$.